# Сантьяго Сімон
Сантья́го Симо́н (ісп. Santiago Simón; нар. 13 червня 2002, Тортугітас) — аргентинський футболіст, півзахисник клубу «Рівер Плейт».

## Клубна кар'єра
Сімон почав грати у футбол у віці чотирьох років у команді «Кооператіва Тортугуїтас». У 2013 році, після тижневого перегляду, перейшов до академії «Рівер Плейта». 21 листопада 2021 року в матчі проти «Банфілда» він дебютував в аргентинській Прімері. Того ж року виграв з командою чемпіонат Аргентини, а 2023 року повторив це досягнення, вигравши на додачу і Суперкубок Аргентини.

## Міжнародна кар'єра
У 2019 році Симон у складі юнацької збірної Аргентини переміг у юнацькому чемпіонаті Південної Америки у Перу, зігравши у трьох матчах. У тому ж році Симон взяв участь у юнацькому чемпіонаті світу у Бразилії, де зіграв два матчі.

## Досягнення
- Чемпіон Аргентини: 2021, 2023
- Володар Суперкубка Аргентини: 2023
- Переможець юнацького чемпіонату Південної Америки: 2019